# Caballito de totora

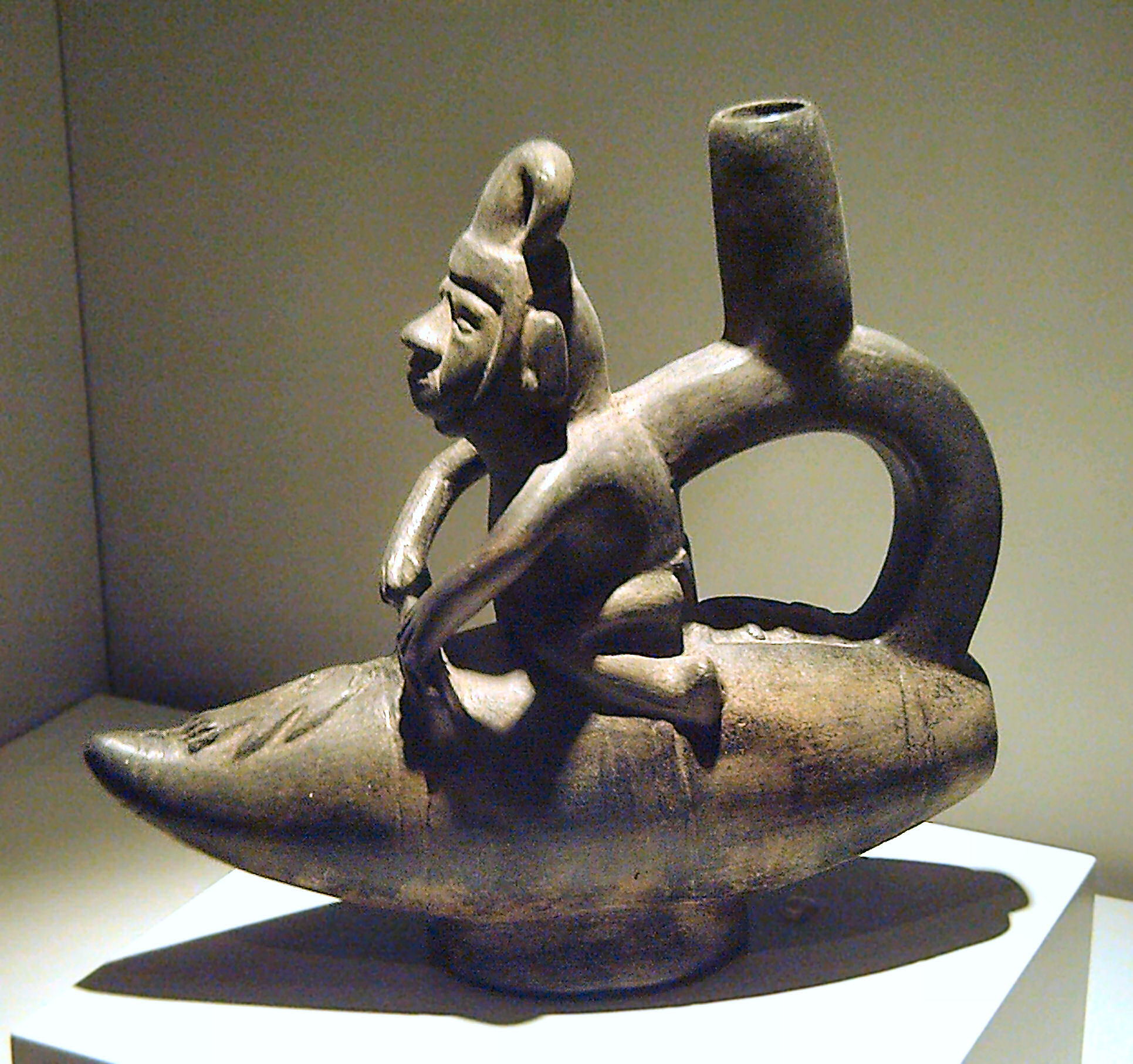
Navio Chimú, que representa um pescador em um caballito de totora (1100-1400 CE)

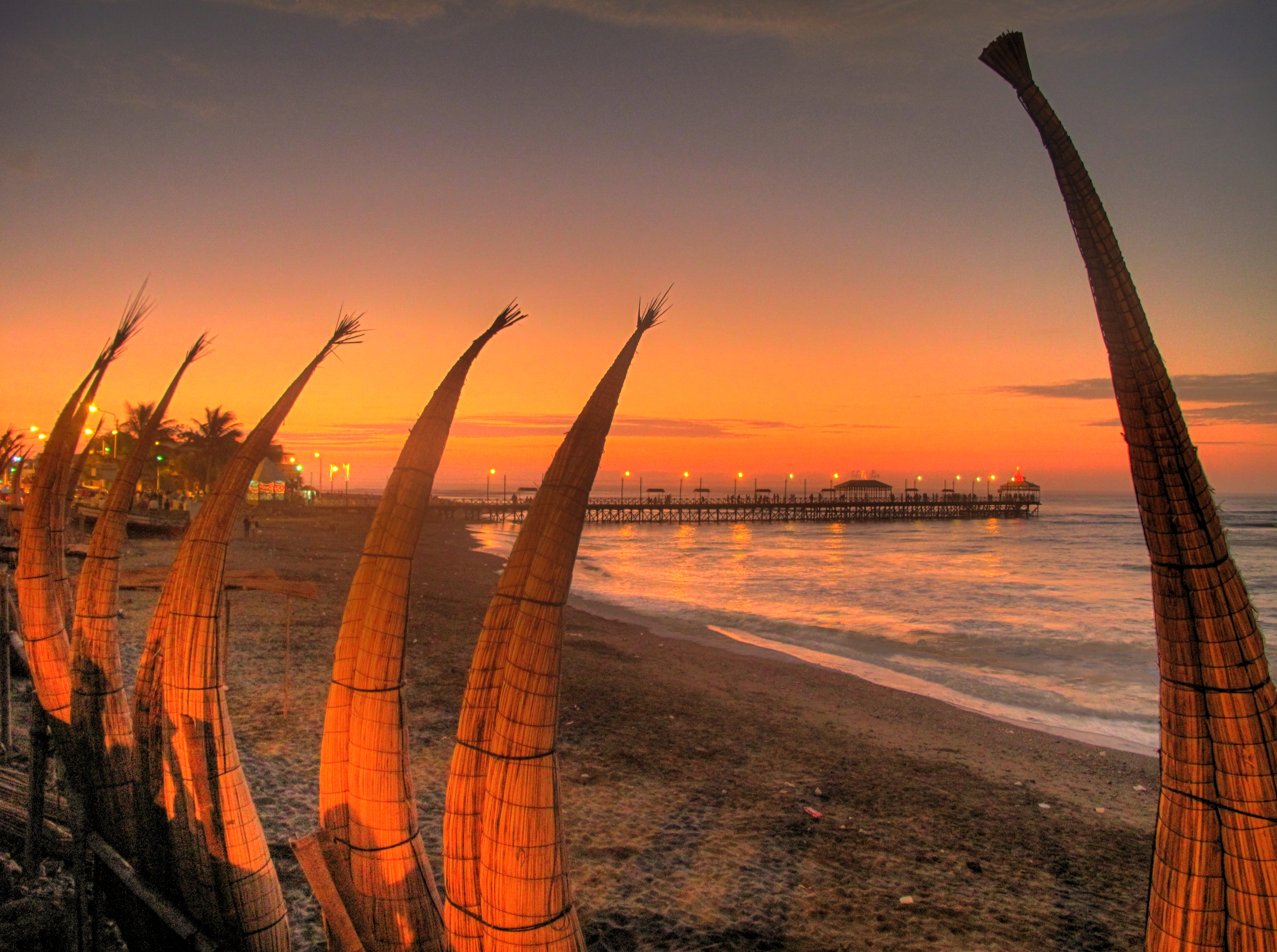
Caballitos de totora na praia de Huanchaco.

Caballitos de totora são algumas das embarcações usadas por pescadores no Peru nos últimos 3.000 anos, arqueologicamente evidenciadas a partir de cacos de cerâmica. Chamados assim pela maneira como são montados, os pescadores os usam para transportar suas redes e coletar peixes em sua cavidade interna. O nome não é o nome original, pois os cavalos não foram introduzidos na América do Sul até depois da conquista espanhola do Império Inca . Eles são feitos da mesma cana, o totora, usado pelo povo Uru no Lago Titicaca . 
Os pescadores da cidade portuária de Huanchaco, notoriamente, mas também em muitos outros locais, ainda usam esses navios até hoje, montando as ondas de volta à costa e sugerindo algumas das primeiras formas de andar em ondas. Existe atualmente um pequeno debate no mundo do surf sobre se isso constitui ou não a primeira forma de surfar . 

## Pântanos de Huanchaco

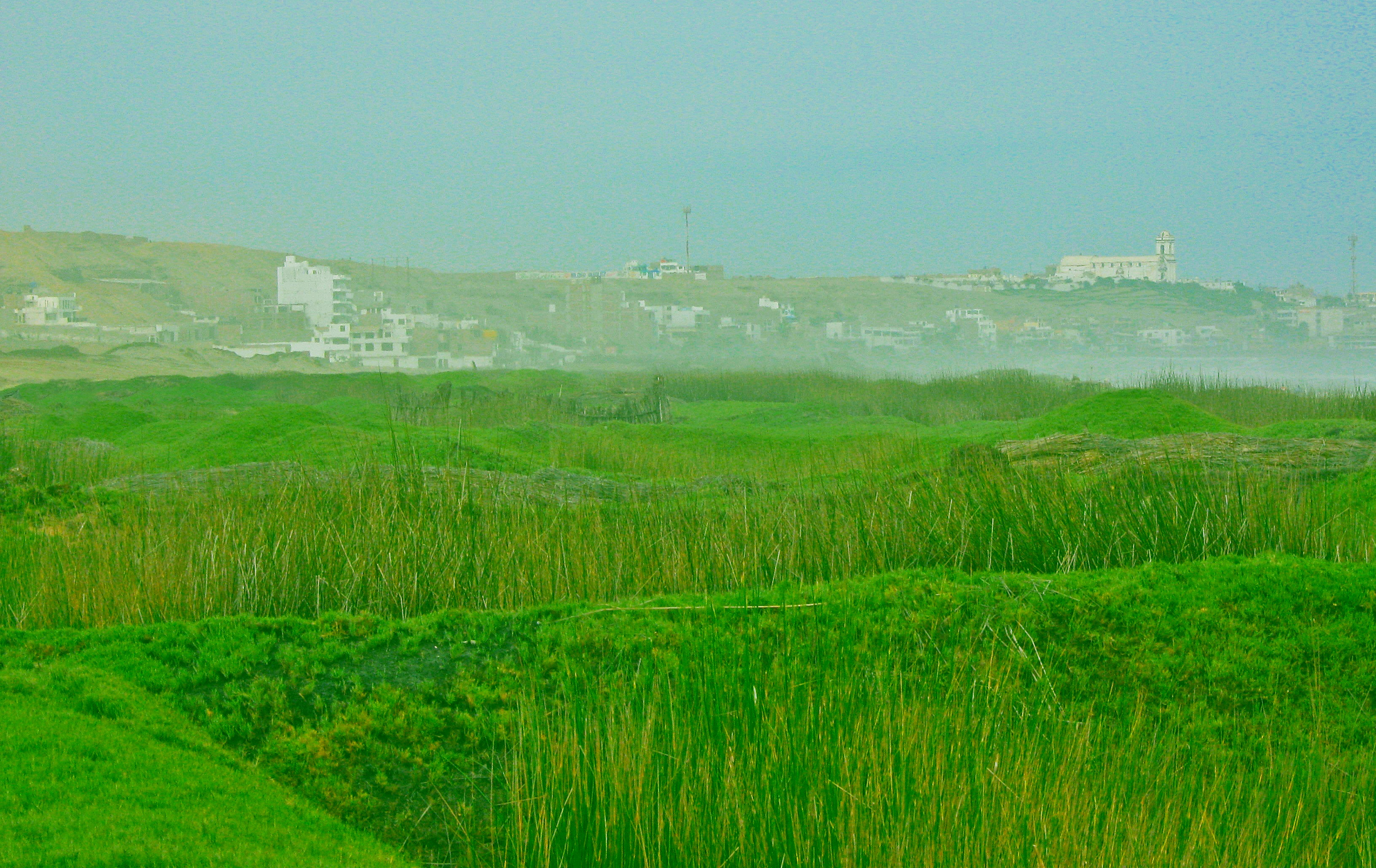
Os pântanos de Huanchaco

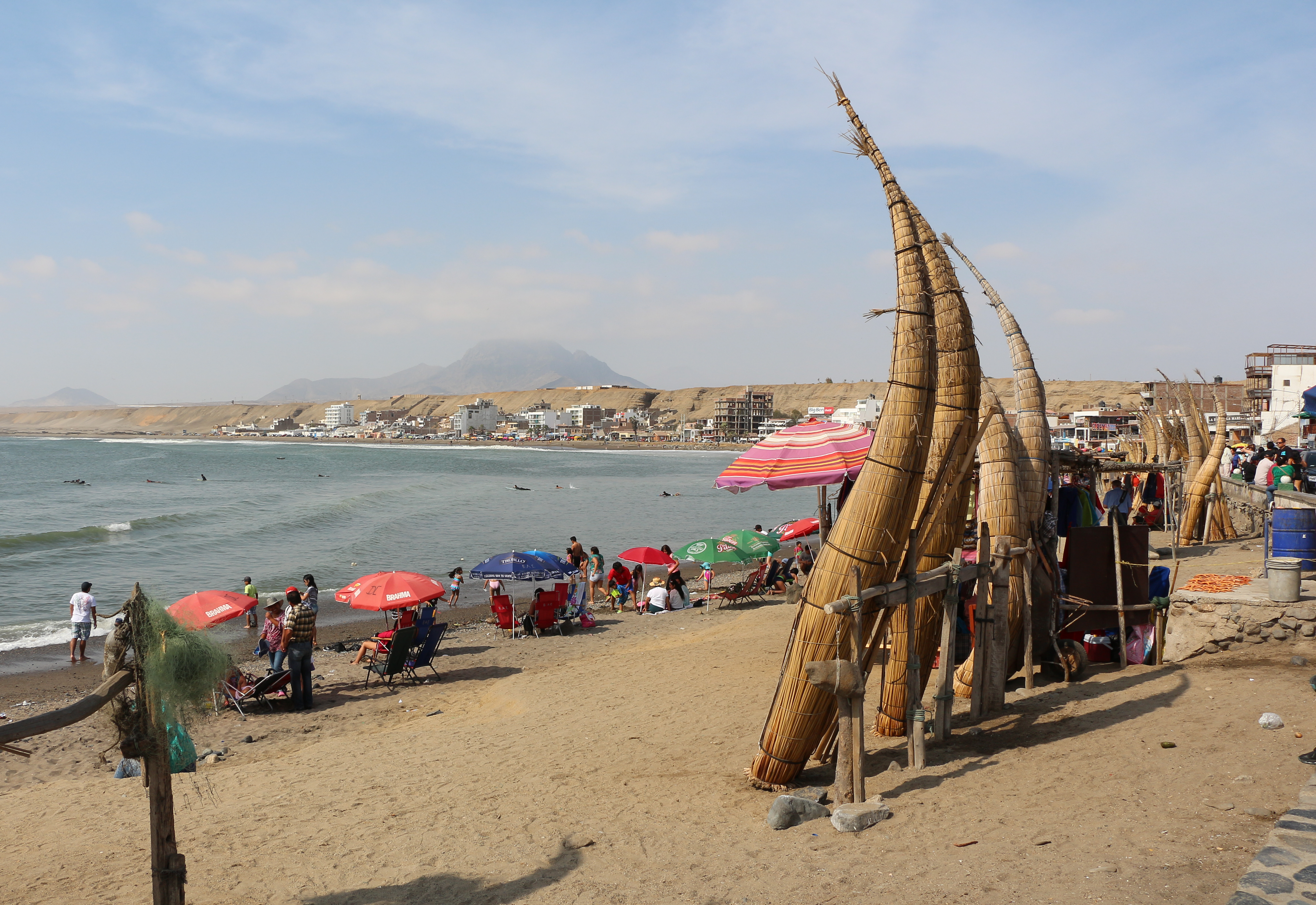
Praia de Huanchaco

Os pântanos de Huanchaco são uma reserva ecológica localizada no noroeste do centro histórico de Trujillo, Peru. A partir desta reserva ecológica, as pessoas extraíam a matéria-prima para a fabricação dos antigos caballitos de totora utilizados desde a época da cultura Moche para a pesca. Os pescadores de Huanchaco ainda usam materiais desses pântanos para fazer seus barcos de pesca.  